# Velká Polom
Pour les articles homonymes, voir Polom.
Velká Polom (en allemand : Groß Pahlom) est une commune du district d'Ostrava-Ville, dans la région de Moravie-Silésie, en République tchèque. Sa population s'élevait à 2 065 habitants en 2021.

## Géographie
Velká Polom se trouve à 8 km au sud-ouest de Hlučín, à 14 km à l'ouest-nord-ouest d'Ostrava et à 263 km à l’est de Prague.
La commune est limitée par Háj ve Slezsku au nord, par Dobroslavice au nord-est, par Ostrava à l'est, par Dolní Lhota au sud, par Horní Lhota au sud-ouest, et par Hrabyně au nord-ouest.

## Histoire
La première mention écrite de la localité date de 1288.

## Galerie

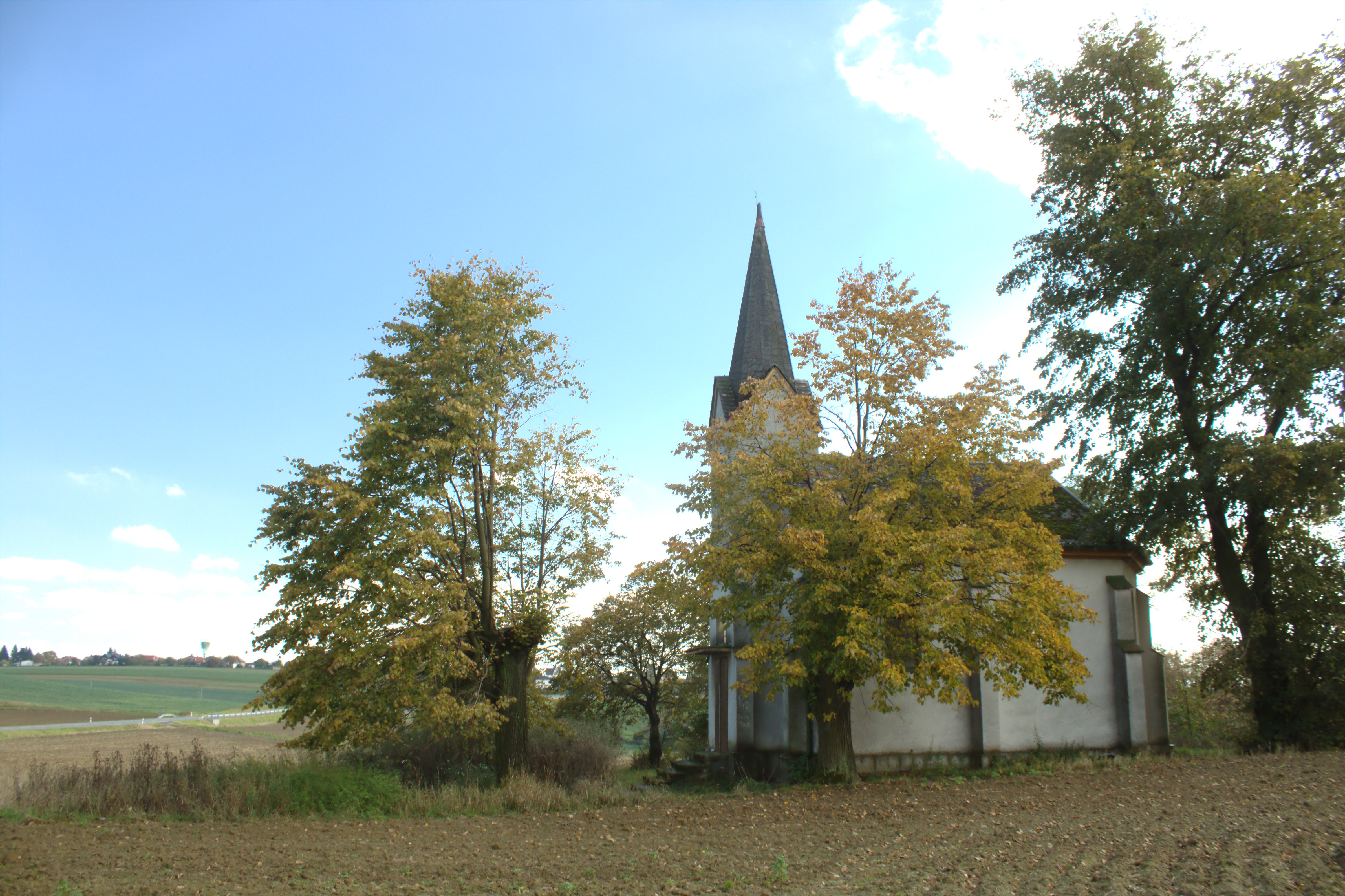
Chapelle à Velká Polom.
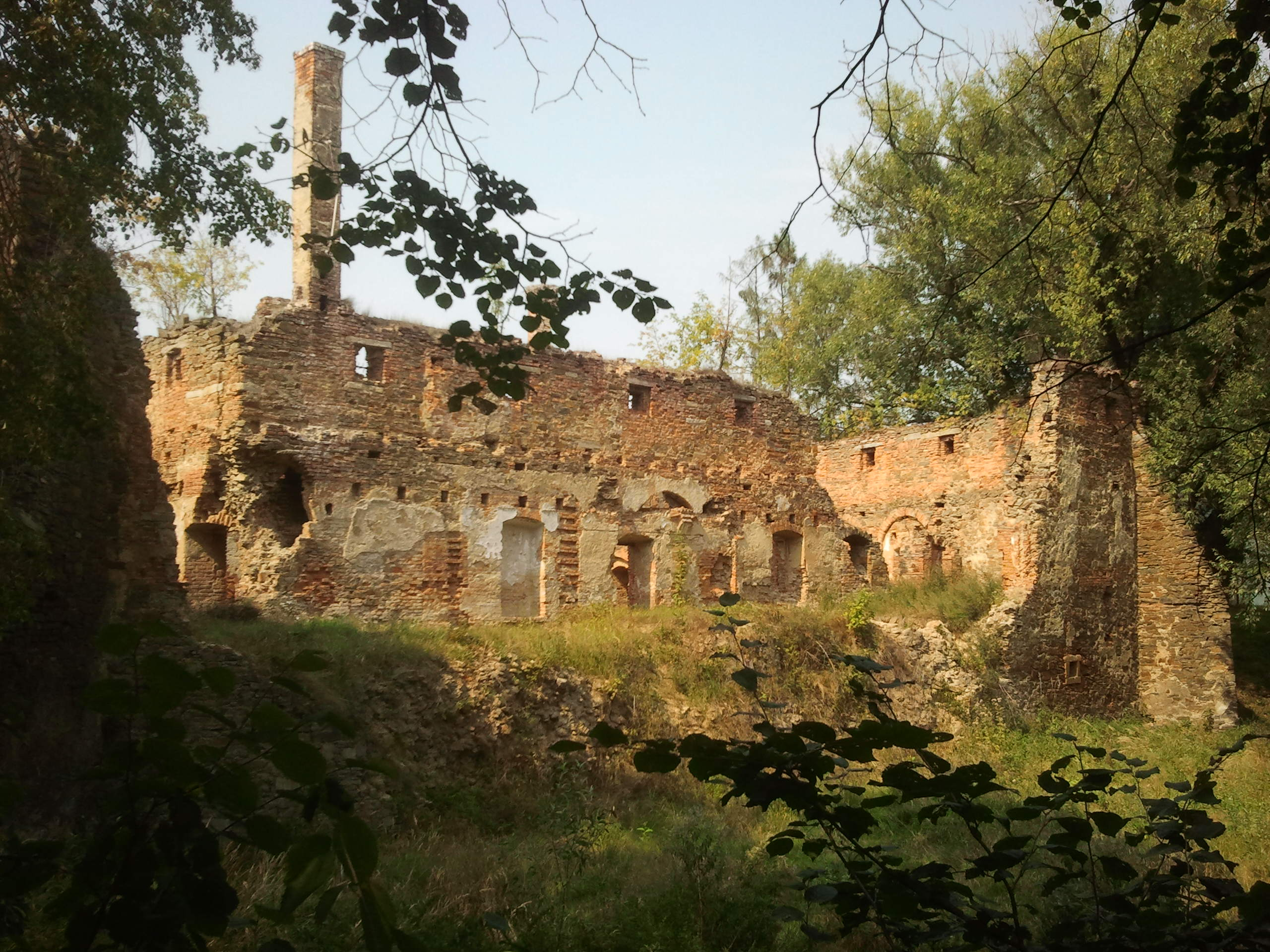
Ruines de l'ancienne forteresse.